# Protectoraat Zuid-Nigeria
Het protectoraat Zuid-Nigeria (Engels: Southern Nigeria Protectorate) was een protectoraat van het Britse Rijk en is tegenwoordig een onderdeel van Nigeria. Het protectoraat ontstond op 1 januari 1900 door het samenvoegen van het Protectoraat Nigerkust met een deel van de gebieden die voorheen onder het mandaat stonden van de Royal Niger Company maar verkocht waren aan de Britse regering. De noordelijke gebieden van de Royal Niger Company vormden het Protectoraat Noord-Nigeria. In 1906 werd het Protectoraat Zuid-Nigeria samengevoegd met de Kolonie Lagos tot de Kolonie en Protectoraat Zuid-Nigeria.